# Kwolyin
Kwolyin är en ort i Australien. Den ligger i kommunen Bruce Rock och delstaten Western Australia, omkring 180 kilometer öster om delstatshuvudstaden Perth. Antalet invånare är 132.
Trakten runt Kwolyin är nära nog obefolkad, med mindre än två invånare per kvadratkilometer.. Närmaste större samhälle är Shackleton, nära Kwolyin.
Trakten runt Kwolyin består till största delen av jordbruksmark. Genomsnittlig årsnederbörd är 412 millimeter. Den regnigaste månaden är september, med i genomsnitt 53 mm nederbörd, och den torraste är december, med 14 mm nederbörd.